# Lista över kommuner i departementet Loiret

Departementet Loirets läge i Frankrike.

Detta är en lista över de 334 kommunerna i departementet Loiret i Frankrike.
| INSEE-kod | Postnummer | Kommun                             |
| --------- | ---------- | ---------------------------------- |
| 45001     | 45230      | Adon                               |
| 45002     | 45230      | Aillant-sur-Milleron               |
| 45004     | 45200      | Amilly (AME)                       |
| 45005     | 45480      | Andonville                         |
| 45006     | 45160      | Ardon                              |
| 45008     | 45410      | Artenay                            |
| 45009     | 45170      | Aschères-le-Marché                 |
| 45010     | 45300      | Ascoux                             |
| 45011     | 45170      | Attray                             |
| 45012     | 45300      | Audeville                          |
| 45013     | 45330      | Augerville-la-Rivière              |
| 45014     | 45390      | Aulnay-la-Rivière                  |
| 45015     | 45480      | Autruy-sur-Juine                   |
| 45016     | 45500      | Autry-le-Châtel                    |
| 45017     | 45270      | Auvilliers-en-Gâtinais             |
| 45018     | 45340      | Auxy                               |
| 45019     | 45130      | Baccon                             |
| 45020     | 45130      | Le Bardon                          |
| 45021     | 45340      | Barville-en-Gâtinais               |
| 45022     | 45340      | Batilly-en-Gâtinais                |
| 45023     | 45420      | Batilly-en-Puisaye                 |
| 45024     | 45130      | Baule                              |
| 45025     | 45480      | Bazoches-les-Gallerandes           |
| 45026     | 45210      | Bazoches-sur-le-Betz               |
| 45027     | 45270      | Beauchamps-sur-Huillard            |
| 45028     | 45190      | Beaugency                          |
| 45029     | 45630      | Beaulieu-sur-Loire                 |
| 45030     | 45340      | Beaune-la-Rolande                  |
| 45031     | 45270      | Bellegarde                         |
| 45032     | 45210      | Le Bignon-Mirabeau (CC4V)          |
| 45033     | 45390      | Boësses                            |
| 45034     | 45760      | Boigny-sur-Bionne (AgglO)          |
| 45035     | 45340      | Boiscommun                         |
| 45036     | 45290      | Boismorand                         |
| 45037     | 45480      | Boisseaux                          |
| 45038     | 45300      | Bondaroy                           |
| 45039     | 45460      | Bonnée                             |
| 45040     | 45420      | Bonny-sur-Loire                    |
| 45041     | 45340      | Bordeaux-en-Gâtinais               |
| 45042     | 45460      | Les Bordes                         |
| 45043     | 45430      | Bou (AgglO)                        |
| 45044     | 45170      | Bougy-lez-Neuville                 |
| 45045     | 45300      | Bouilly-en-Gâtinais                |
| 45046     | 45140      | Boulay-les-Barres                  |
| 45047     | 45300      | Bouzonville-aux-Bois               |
| 45049     | 45460      | Bouzy-la-Forêt                     |
| 45050     | 45300      | Boynes                             |
| 45051     | 45460      | Bray-en-Val                        |
| 45052     | 45250      | Breteau                            |
| 45053     | 45250      | Briare                             |
| 45054     | 45390      | Briarres-sur-Essonne               |
| 45055     | 45310      | Bricy                              |
| 45056     | 45390      | Bromeilles                         |
| 45058     | 45410      | Bucy-le-Roi                        |
| 45059     | 45140      | Bucy-Saint-Liphard                 |
| 45060     | 45230      | La Bussière                        |
| 45061     | 45120      | Cepoy (AME)                        |
| 45062     | 45520      | Cercottes                          |
| 45063     | 45620      | Cerdon                             |
| 45064     | 45360      | Cernoy-en-Berry                    |
| 45065     | 45300      | Césarville-Dossainville            |
| 45066     | 45260      | Chailly-en-Gâtinais (CCCL)         |
| 45067     | 45380      | Chaingy                            |
| 45068     | 45120      | Châlette-sur-Loing (AME)           |
| 45069     | 45340      | Chambon-la-Forêt                   |
| 45070     | 45420      | Champoulet                         |
| 45072     | 45400      | Chanteau (AgglO)                   |
| 45073     | 45320      | Chantecoq                          |
| 45074     | 45310      | La Chapelle-Onzerain               |
| 45075     | 45380      | La Chapelle-Saint-Mesmin (AgglO)   |
| 45076     | 45210      | La Chapelle-Saint-Sépulcre         |
| 45077     | 45230      | La Chapelle-sur-Aveyron            |
| 45078     | 45270      | Chapelon                           |
| 45079     | 45230      | Le Charme                          |
| 45080     | 45480      | Charmont-en-Beauce                 |
| 45081     | 45130      | Charsonville                       |
| 45082     | 45110      | Châteauneuf-sur-Loire              |
| 45083     | 45220      | Château-Renard                     |
| 45084     | 45260      | Châtenoy                           |
| 45085     | 45230      | Châtillon-Coligny                  |
| 45086     | 45480      | Châtillon-le-Roi                   |
| 45087     | 45360      | Châtillon-sur-Loire                |
| 45088     | 45480      | Chaussy                            |
| 45089     | 45430      | Chécy (AgglO)                      |
| 45091     | 45210      | Chevannes (CC4V)                   |
| 45092     | 45700      | Chevillon-sur-Huillard             |
| 45093     | 45520      | Chevilly                           |
| 45094     | 45210      | Chevry-sous-le-Bignon (CC4V)       |
| 45095     | 45170      | Chilleurs-aux-Bois                 |
| 45096     | 45290      | Les Choux                          |
| 45097     | 45220      | Chuelles                           |
| 45098     | 45370      | Cléry-Saint-André                  |
| 45099     | 45310      | Coinces                            |
| 45100     | 45800      | Combleux (AgglO)                   |
| 45101     | 45530      | Combreux                           |
| 45102     | 45700      | Conflans-sur-Loing                 |
| 45103     | 45490      | Corbeilles (CC4V)                  |
| 45104     | 45120      | Corquilleroy (AME)                 |
| 45105     | 45700      | Cortrat                            |
| 45106     | 45330      | Coudray                            |
| 45107     | 45260      | Coudroy (CCCL)                     |
| 45108     | 45720      | Coullons                           |
| 45109     | 45130      | Coulmiers                          |
| 45110     | 45300      | Courcelles                         |
| 45111     | 45300      | Courcy-aux-Loges                   |
| 45112     | 45260      | La Cour-Marigny (CCCL)             |
| 45113     | 45320      | Courtemaux                         |
| 45114     | 45490      | Courtempierre (CC4V)               |
| 45115     | 45320      | Courtenay                          |
| 45116     | 45190      | Cravant                            |
| 45118     | 45170      | Crottes-en-Pithiverais             |
| 45119     | 45300      | Dadonville                         |
| 45120     | 45420      | Dammarie-en-Puisaye                |
| 45121     | 45230      | Dammarie-sur-Loing                 |
| 45122     | 45570      | Dampierre-en-Burly                 |
| 45123     | 45150      | Darvoy                             |
| 45124     | 45390      | Desmonts                           |
| 45125     | 45390      | Dimancheville                      |
| 45126     | 45450      | Donnery                            |
| 45127     | 45680      | Dordives (CC4V)                    |
| 45129     | 45220      | Douchy                             |
| 45130     | 45370      | Dry                                |
| 45131     | 45390      | Échilleuses                        |
| 45132     | 45340      | Égry                               |
| 45133     | 45300      | Engenville                         |
| 45134     | 45130      | Épieds-en-Beauce                   |
| 45135     | 45480      | Erceville                          |
| 45136     | 45320      | Ervauville                         |
| 45137     | 45300      | Escrennes                          |
| 45138     | 45250      | Escrignelles                       |
| 45139     | 45300      | Estouy                             |
| 45141     | 45420      | Faverelles                         |
| 45142     | 45450      | Fay-aux-Loges                      |
| 45143     | 45230      | Feins-en-Gâtinais                  |
| 45144     | 45150      | Férolles                           |
| 45145     | 45210      | Ferrières-en-Gâtinais (CC4V)       |
| 45146     | 45240      | La Ferté-Saint-Aubin               |
| 45147     | 45400      | Fleury-les-Aubrais (AgglO)         |
| 45148     | 45210      | Fontenay-sur-Loing (CC4V)          |
| 45149     | 45320      | Foucherolles                       |
| 45150     | 45270      | Fréville-du-Gâtinais               |
| 45151     | 45340      | Gaubertin                          |
| 45152     | 45310      | Gémigny                            |
| 45153     | 45110      | Germigny-des-Prés                  |
| 45154     | 45520      | Gidy                               |
| 45155     | 45500      | Gien                               |
| 45156     | 45120      | Girolles (CC4V)                    |
| 45157     | 45300      | Givraines                          |
| 45158     | 45490      | Gondreville (CC4V)                 |
| 45159     | 45390      | Grangermont                        |
| 45160     | 45480      | Greneville-en-Beauce               |
| 45161     | 45210      | Griselles (CC4V)                   |
| 45162     | 45300      | Guigneville                        |
| 45164     | 45600      | Guilly                             |
| 45165     | 45220      | Gy-les-Nonains                     |
| 45166     | 45520      | Huêtre                             |
| 45167     | 45130      | Huisseau-sur-Mauves                |
| 45168     | 45450      | Ingrannes                          |
| 45169     | 45140      | Ingré (AgglO)                      |
| 45170     | 45300      | Intville-la-Guétard                |
| 45171     | 45620      | Isdes                              |
| 45173     | 45150      | Jargeau                            |
| 45174     | 45480      | Jouy-en-Pithiverais                |
| 45175     | 45370      | Jouy-le-Potier                     |
| 45176     | 45340      | Juranville                         |
| 45177     | 45300      | Laas                               |
| 45057     | 45330      | Labrosse                           |
| 45178     | 45270      | Ladon                              |
| 45179     | 45740      | Lailly-en-Val                      |
| 45180     | 45290      | Langesse                           |
| 45181     | 45480      | Léouville                          |
| 45182     | 45240      | Ligny-le-Ribault                   |
| 45183     | 45410      | Lion-en-Beauce                     |
| 45184     | 45600      | Lion-en-Sullias                    |
| 45185     | 45700      | Lombreuil                          |
| 45186     | 45490      | Lorcy                              |
| 45187     | 45260      | Lorris (CCCL)                      |
| 45188     | 45470      | Loury                              |
| 45189     | 45210      | Louzouer                           |
| 45190     | 45330      | Mainvilliers                       |
| 45191     | 45330      | Malesherbes                        |
| 45192     | 45300      | Manchecourt                        |
| 45193     | 45240      | Marcilly-en-Villette               |
| 45194     | 45430      | Mardié (AgglO)                     |
| 45195     | 45300      | Mareau-aux-Bois                    |
| 45196     | 45370      | Mareau-aux-Prés                    |
| 45197     | 45760      | Marigny-les-Usages (AgglO)         |
| 45198     | 45300      | Marsainvilliers                    |
| 45199     | 45220      | Melleroy                           |
| 45200     | 45240      | Ménestreau-en-Villette             |
| 45201     | 45210      | Mérinville                         |
| 45202     | 45190      | Messas                             |
| 45203     | 45130      | Meung-sur-Loire                    |
| 45205     | 45270      | Mézières-en-Gâtinais               |
| 45204     | 45370      | Mézières-lez-Cléry                 |
| 45206     | 45490      | Mignères (CC4V)                    |
| 45207     | 45490      | Mignerette (CC4V)                  |
| 45208     | 45200      | Montargis (AME)                    |
| 45209     | 45340      | Montbarrois                        |
| 45210     | 45230      | Montbouy                           |
| 45211     | 45220      | Montcorbon                         |
| 45212     | 45700      | Montcresson                        |
| 45213     | 45260      | Montereau                          |
| 45214     | 45170      | Montigny                           |
| 45215     | 45340      | Montliard                          |
| 45216     | 45700      | Mormant-sur-Vernisson              |
| 45217     | 45300      | Morville-en-Beauce                 |
| 45218     | 45290      | Le Moulinet-sur-Solin              |
| 45219     | 45270      | Moulon                             |
| 45220     | 45340      | Nancray-sur-Rimarde                |
| 45221     | 45330      | Nangeville                         |
| 45222     | 45210      | Nargis (CC4V)                      |
| 45223     | 45270      | Nesploy                            |
| 45224     | 45170      | Neuville-aux-Bois                  |
| 45225     | 45390      | La Neuville-sur-Essonne            |
| 45226     | 45510      | Neuvy-en-Sullias                   |
| 45227     | 45500      | Nevoy                              |
| 45228     | 45340      | Nibelle                            |
| 45229     | 45290      | Nogent-sur-Vernisson               |
| 45230     | 45260      | Noyers (CCCL)                      |
| 45231     | 45170      | Oison                              |
| 45232     | 45160      | Olivet (AgglO)                     |
| 45233     | 45390      | Ondreville-sur-Essonne             |
| 45234     | 45000      | Orléans (AgglO)                    |
| 45235     | 45140      | Ormes (AgglO)                      |
| 45236     | 45330      | Orveau-Bellesauve                  |
| 45237     | 45390      | Orville                            |
| 45238     | 45250      | Ousson-sur-Loire                   |
| 45239     | 45290      | Oussoy-en-Gâtinais (CCCL)          |
| 45240     | 45480      | Outarville                         |
| 45241     | 45150      | Ouvrouer-les-Champs                |
| 45242     | 45290      | Ouzouer-des-Champs (CCCL)          |
| 45243     | 45270      | Ouzouer-sous-Bellegarde            |
| 45244     | 45570      | Ouzouer-sur-Loire                  |
| 45245     | 45250      | Ouzouer-sur-Trézée                 |
| 45246     | 45300      | Pannecières                        |
| 45247     | 45700      | Pannes (AME)                       |
| 45248     | 45310      | Patay                              |
| 45249     | 45200      | Paucourt (AME)                     |
| 45250     | 45210      | Pers-en-Gâtinais                   |
| 45251     | 45360      | Pierrefitte-ès-Bois                |
| 45252     | 45300      | Pithiviers                         |
| 45253     | 45300      | Pithiviers-le-Vieil                |
| 45254     | 45500      | Poilly-lez-Gien                    |
| 45255     | 45490      | Préfontaines (CC4V)                |
| 45256     | 45260      | Presnoy (CCCL)                     |
| 45257     | 45290      | Pressigny-les-Pins                 |
| 45258     | 45390      | Puiseaux                           |
| 45259     | 45270      | Quiers-sur-Bézonde                 |
| 45260     | 45300      | Ramoulu                            |
| 45261     | 45470      | Rebréchien                         |
| 45265     | 45210      | Rozoy-le-Vieil                     |
| 45262     | 45310      | Rouvray-Sainte-Croix               |
| 45263     | 45300      | Rouvres-Saint-Jean                 |
| 45264     | 45130      | Rozières-en-Beauce                 |
| 45266     | 45410      | Ruan                               |
| 45267     | 45460      | Saint-Aignan-des-Gués              |
| 45268     | 45600      | Saint-Aignan-le-Jaillard           |
| 45269     | 45130      | Saint-Ay                           |
| 45270     | 45730      | Saint-Benoît-sur-Loire             |
| 45271     | 45500      | Saint-Brisson-sur-Loire            |
| 45272     | 45590      | Saint-Cyr-en-Val (AgglO)           |
| 45273     | 45550      | Saint-Denis-de-l'Hôtel             |
| 45274     | 45560      | Saint-Denis-en-Val (AgglO)         |
| 45278     | 45230      | Sainte-Geneviève-des-Bois          |
| 45275     | 45220      | Saint-Firmin-des-Bois              |
| 45276     | 45360      | Saint-Firmin-sur-Loire             |
| 45277     | 45600      | Saint-Florent                      |
| 45279     | 45220      | Saint-Germain-des-Prés             |
| 45280     | 45500      | Saint-Gondon                       |
| 45281     | 45320      | Saint-Hilaire-les-Andrésis         |
| 45282     | 45160      | Saint-Hilaire-Saint-Mesmin (AgglO) |
| 45283     | 45700      | Saint-Hilaire-sur-Puiseaux (CCCL)  |
| 45284     | 45800      | Saint-Jean-de-Braye (AgglO)        |
| 45285     | 45140      | Saint-Jean-de-la-Ruelle (AgglO)    |
| 45286     | 45650      | Saint-Jean-le-Blanc (AgglO)        |
| 45287     | 45210      | Saint-Loup-de-Gonois               |
| 45288     | 45340      | Saint-Loup-des-Vignes              |
| 45289     | 45170      | Saint-Lyé-la-Forêt                 |
| 45290     | 45110      | Saint-Martin-d'Abbat               |
| 45291     | 45500      | Saint-Martin-sur-Ocre              |
| 45292     | 45230      | Saint-Maurice-sur-Aveyron          |
| 45293     | 45700      | Saint-Maurice-sur-Fessard          |
| 45294     | 45340      | Saint-Michel                       |
| 45296     | 45310      | Saint-Péravy-la-Colombe            |
| 45297     | 45600      | Saint-Père-sur-Loire               |
| 45298     | 45750      | Saint-Pryvé-Saint-Mesmin (AgglO)   |
| 45299     | 45310      | Saint-Sigismond                    |
| 45300     | 45640      | Sandillon                          |
| 45301     | 45170      | Santeau                            |
| 45302     | 45770      | Saran (AgglO)                      |
| 45303     | 45490      | Sceaux-du-Gâtinais (CC4V)          |
| 45305     | 45530      | Seichebrières                      |
| 45306     | 45210      | La Selle-en-Hermoy                 |
| 45307     | 45210      | La Selle-sur-le-Bied               |
| 45308     | 45400      | Semoy (AgglO)                      |
| 45309     | 45240      | Sennely                            |
| 45310     | 45300      | Sermaises                          |
| 45311     | 45110      | Sigloy                             |
| 45312     | 45700      | Solterre                           |
| 45313     | 45410      | Sougy                              |
| 45314     | 45450      | Sully-la-Chapelle                  |
| 45315     | 45600      | Sully-sur-Loire                    |
| 45316     | 45530      | Sury-aux-Bois                      |
| 45317     | 45190      | Tavers                             |
| 45320     | 45300      | Thignonville                       |
| 45321     | 45260      | Thimory (CCCL)                     |
| 45322     | 45210      | Thorailles                         |
| 45323     | 45420      | Thou                               |
| 45324     | 45510      | Tigy                               |
| 45325     | 45170      | Tivernon                           |
| 45326     | 45310      | Tournoisis                         |
| 45327     | 45470      | Traînou                            |
| 45328     | 45490      | Treilles-en-Gâtinais (CC4V)        |
| 45329     | 45220      | Triguères                          |
| 45330     | 45410      | Trinay                             |
| 45331     | 45510      | Vannes-sur-Cosson                  |
| 45332     | 45290      | Varennes-Changy (CCCL)             |
| 45333     | 45760      | Vennecy                            |
| 45334     | 45260      | Vieilles-Maisons-sur-Joudry (CCCL) |
| 45335     | 45510      | Vienne-en-Val                      |
| 45336     | 45600      | Viglain                            |
| 45337     | 45310      | Villamblain                        |
| 45338     | 45700      | Villemandeur (AME)                 |
| 45339     | 45270      | Villemoutiers                      |
| 45340     | 45600      | Villemurlin                        |
| 45341     | 45310      | Villeneuve-sur-Conie               |
| 45342     | 45170      | Villereau                          |
| 45343     | 45700      | Villevoques                        |
| 45344     | 45190      | Villorceau                         |
| 45345     | 45700      | Vimory                             |
| 45346     | 45530      | Vitry-aux-Loges                    |
| 45347     | 45300      | Vrigny                             |
| 45348     | 45300      | Yèvre-la-Ville                     |